# Albert Schwegler
Albert Schwegler (Michelbach (Baden-Württemberg), 1819. február 10. – Tübingen, 1857. január 5.) német teológiai, filozófiai és történetíró.

## Élete
1836-tól a Tübingeni Egyetem hallgatója volt, ahol 1840-ben szerezte meg a diplomáját. 1843-tól 1848-ig a Jahrbücher der Gegenwart című közlönyt adta ki. Tübingenben 1848-tól rendkivüli tanár volt a filozófiai fakultáson.

## Munkái
- Das nachapostolische Zeitalter (Tübinga, 1846)
- Geschichte der Pilosophie im Umriss (Stuttgart, 1848, 14. kiadás Köberntől, 1887)
- Metaphysik des Aristoteles (fordítással és kommentárral, Tübinga, 1847–48)
- Römische Geschichte (uo. 1853-58, 3 kötet; 2. kiadás 1867-71, folytatta Clason, Berlin, 1873 és Halle, 1876)
- Geschichte der griech. Philosophie (kiadta Köstlin, Tübinga, 1859, 3. kiadás: 1881)

## Magyarul
- A bölcselet története; ford. Mitrovics Gyula; Franklin, Bp., 1904 (Filozófiai Írók Tára)
- A bölcselet története; 2., bőv., átdolg. kiad.; ford. Mitrovics Gyula; Franklin, Bp., 1912 (Filozófiai Írók Tára)